# Campionato centramericano maschile di pallacanestro 2008
Il 21º Campionato dell'America Centrale e Caraibico Maschile di Pallacanestro FIBA (noto anche come FIBA Centrobasket 2008) si è svolto dal 1º luglio al 7 luglio 2008 a Chetumal e Cancún in Messico. Il torneo è stato vinto dalla nazionale portoricana.
I FIBA Centrobasket sono una manifestazione contesa dalle squadre nazionali di Messico, Centro America e Caraibi, organizzata dalla CONCENCABA (Confederazione America Centrale e Caraibi), nell'ambito della FIBA Americas.

## Squadre partecipanti
- Costa Rica
- Cuba
- El Salvador
- Isole Vergini Americane
- Messico
- Panama
- Porto Rico
- Rep. Dominicana

## Classifica finale
| Pos | Squadra | V-P |
| --- | --- | --- |
|     | Porto Rico4 Rosa, 5 Barea, 6 Rivera, 7 Arroyo, 8 Mojica, 9 Jones, 10 Ayuso, 11 Vassallo, 12 Villafañe, 13 Reyes, 14 Lee, 15 Falcón, All. Manolo Cintrón                    | 5-0 |
|     | Isole Vergini Americane4 Hodge, 5 Sheppard, 6 Gumbs, 7 Victor, 8 Samuel, 9 Edwin, 10 Ford, 11 White, 12 Lewis, 13 Williams, 14 Rhymer, 15 Elegar, All. Tevester Anderson   | 3-2 |
|     | Rep. Dominicana4 Ozuna, 5 Morbán, 6 Fortuna, 7 Peña, 8 Arias, 9 Western, 10 Horford, 11 García, 12 Flores, 13 Sandoval, 14 Báez, 15 Martínez, All. Scott Roth              | 3-2 |
| 4   | Cuba4 Jemmott, 5 Guerra, 6 Pérez, 7 Lavastida, 8 García, 9 Silvestre, 10 Boffil, 11 Paumier, 12 Haití, 13 Elías, 14 Torres, 15 Simón, All. Daniel Scott                    | 2-3 |
| 5   | Messico4 Malpica, 5 Alonzo, 6 Castillo, 7 Llamas, 8 Solares, 9 Benítez, 10 López, 11 Quintero, 12 Pedroza, 13 Mata, 14 Ayón, 15 Hernández, All. Silvio Santander           | 4-1 |
| 6   | Panama4 Muñoz, 5 Peralta, 6 Pinnock, 7 Gómez, 8 Warren, 9 St. Rose, 10 Gondola, 11 King, 12 De Gracia, 13 Ortega, 14 Johnson, 15 Oglivie, All. Enrique Grenald             | 2-3 |
| 7   | El Salvador4 Araújo, 5 Bandek, 6 Rivera, 7 Aguilar, 8 Molina, 9 Alas, 10 López, 11 Hunter, 12 Baños, 13 Flores, 14 Davis, 15 Bukele, All. -                                | 1-4 |
| 8   | Costa Rica4 Martínez, 5 Chavarría, 6 Grijalba, 7 Spencer, 8 Simmons, 9 Milliner, 10 Acuña, 11 Sánchez, 12 Dixon, 13 Anderson, 14 Carnegie, 15 Mitchell, All. Neil Gottlieb | 0-5 |